# VfB 91 Suhl
Der VfB 91 Suhl ist ein Sportverein aus Thüringen. Bekannt ist der Verein durch seine Volleyball-Frauen, die in der Bundesliga spielen. Von 2013 bis 2016 trat das Bundesliga-Team des VfB unter dem Namen VolleyStars Thüringen an, seit 2017 trägt es den Namen VfB Suhl LOTTO Thüringen.

## Volleyball-Bundesliga (Frauen)

Logo des Bundesliga-Teams

### Mannschaft
Der Kader für die Saison 2025/26 besteht aus folgenden Spielerinnen:
| Name               | Nr. | Nation             | Größe  | Geburtsdatum  | Position | im Verein seit | Vertrag bis |
| ------------------ | --- | ------------------ | ------ | ------------- | -------- | -------------- | ----------- |
| Laura Berger       | 11  | Deutschland        | 1,92 m | 12. Nov. 2002 | MB       | 2024           | 2027        |
| Monika Brancuská   |     | Tschechien         | 1,88 m | 19. Nov. 2004 | D        | 2025           | 2026        |
| Sanaá Dotson       |     | Vereinigte Staaten | 1,84 m | 1. Nov. 2000  | AA       | 2025           | 2026        |
| Mackenzie Foley    |     | Vereinigte Staaten | 1,86 m | 26. Jan. 2002 | AA       | 2025           | 2026        |
| Hannah Hartmann    |     | Deutschland        | 1,90 m | 25. März 2005 | AA       | 2025           | 2027        |
| Roosa Laakkonen    | 4   | Finnland           | 1,93 m | 4. Juni 1994  | MB       | 2022           | 2026        |
| Xiang-Chen Lai     |     | Taiwan             | 1,53 m | 19. März 1995 | L        | 2025           | 2026        |
| Lara Nagels        | 3   | Belgien            | 1,82 m | 3. Juni 1997  | Z        | 2024           | 2026        |
| Svea Naujack       | 1   | Deutschland        | 1,84 m | 27. Feb. 2006 | AA       | 2024           | 2026        |
| Irene Ramos Mencia |     | Spanien            | 1,84 m | 28. Jan. 2005 | Z        | 2025           | 2027        |
| Leandra Rixa Negri | 16  | Deutschland        | 1,93 m | 1. Sep. 2004  | MB       | 2024           | 2027        |
| Emma Sambale       | 7   | Deutschland        | 1,71 m | 28. Apr. 2003 | L        | 2024           | 2027        |

Positionen: AA = Annahme/Außen, D = Diagonal, L = Libero, MB = Mittelblock, Z = Zuspiel
| Neuzugänge 2025    | Neuzugänge 2025            | Abgänge 2025         | Abgänge 2025          |
| Spielerin          | bisheriger Verein          | Spielerin            | neuer Verein          |
| ------------------ | -------------------------- | -------------------- | --------------------- |
| Monika Brancuská   | PVK Olymp Prag             | Anna Artyschuk       | SSC Palmberg Schwerin |
| Sanaá Dotson       | Lemesos Volleyball         | Julia de Paula Viana | Allianz MTV Stuttgart |
| Mackenzie Foley    | St. Cloud State University | Jette Kuipers        | Dresdner SC           |
| Hannah Hartmann    | 1. VC Wiesbaden            | Yina Liu             | USC Münster           |
| Xiang-Chen Lai     | Shenzhen Zhongsai          | Lydia Stemmler       | Schwarz-Weiss Erfurt  |
| Irene Ramos Mencia | Rote Raben Vilsbiburg      | Minami Yoshioka      | unbekannt             |

Chef-Trainer ist seit 2020 der Ungar László Hollósy. Co-Trainer ist seit der Saison 24/25 Alberto Ruiz Rubio. Cristian Tudor Lazar arbeitet als Scout. Für die medizinische Betreuung ist der Mannschaftsarzt Gerald Lutz zuständig.

### Historie 1. Bundesliga

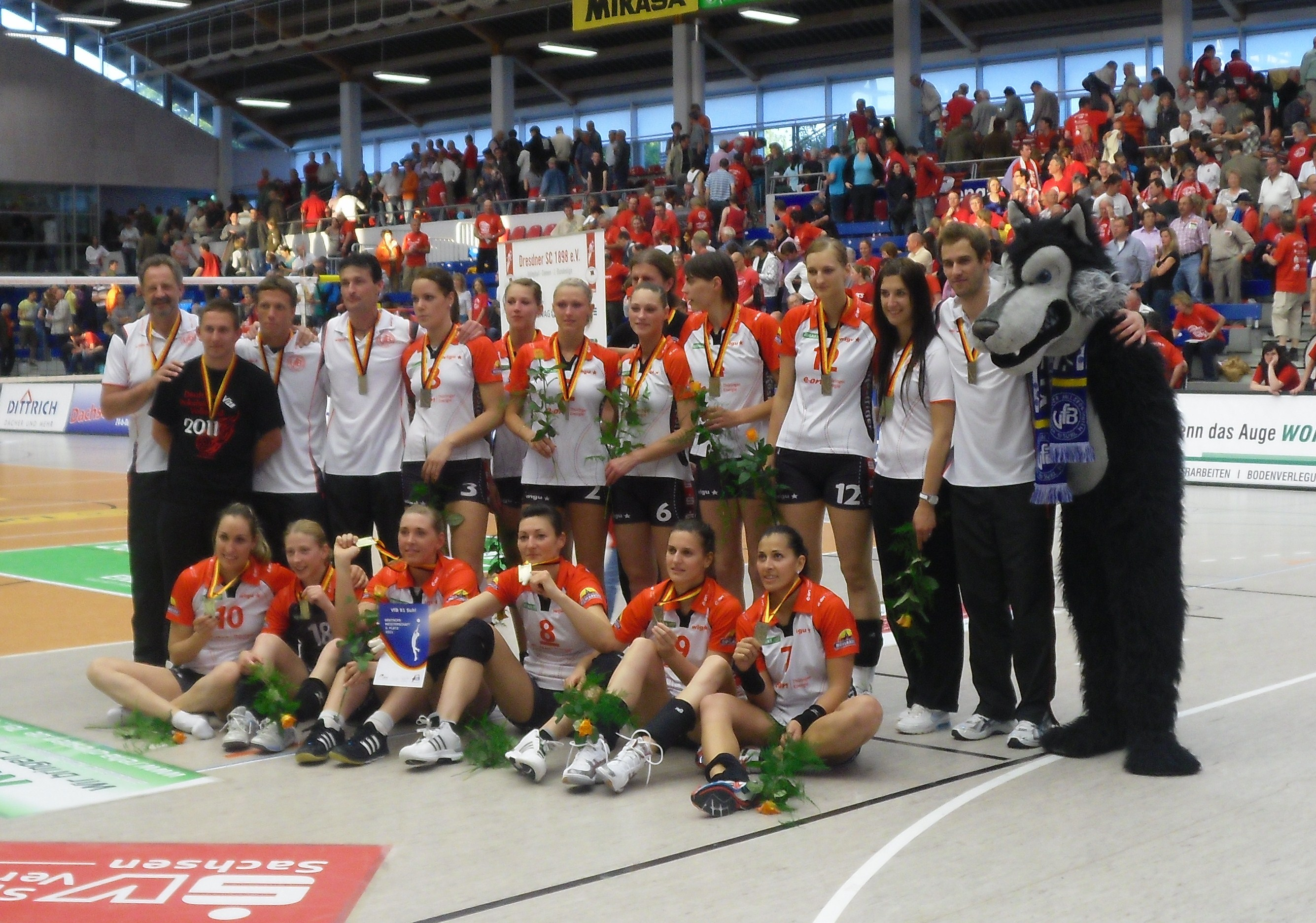
Die Mannschaft des VfB 91 Suhl nach dem Erreichen des dritten Platzes in der Bundesliga 2011

Die Volleyballfrauen des VfB Suhl stiegen durch die Meisterschaft in der Saison 2002/03 der 2. Volleyball-Bundesliga Süd in die höchste deutsche Spielklasse auf. In der Saison 2006/07 belegte Suhl in der Endrunde den dritten Platz, dabei gelang auch ein Sieg gegen den späteren deutschen Meister Dresdner SC. In der folgenden Saison erreichte Suhl erneut die Play-offs und belegte schlussendlich den vierten Platz. 2008/09 wurde Suhl Siebter, 2009/10 Sechster. Die Saison 2010/11 beendete der Verein mit dem Gewinn der Bronzemedaille; dabei schied Suhl im Halbfinale der Play-offs gegen den späteren Vizemeister Dresdner SC erst im „Golden Set“ aus. 2012 erreichte Suhl das Viertelfinale der Play-offs, wo man gegen den späteren Meister Schweriner SC ausschied.
Nach einigen erfolgreichen Jahren erfolgte zur Saison 2012/13 ein Umbruch im Team. Mit einem völlig neu zusammengestellten Team belegte Suhl den zehnten Platz in der Hauptrunde und scheiterte nach zwei Niederlagen im Pre-Play-off gegen VT Aurubis Hamburg. Ab der Saison 2013/14 trat der Verein als VolleyStars Thüringen in der Bundesliga an, nach dem achten Platz in der Hauptrunde setzte sich das Team in den Pre-Play-offs gegen den Allianz MTV Stuttgart durch, unterlag im Play-off-Viertelfinale jedoch dem späteren Meister Dresden in zwei Spielen. Auch die Saison 2014/15 verlief lediglich durchwachsen, auf Platz zehn in der Hauptrunde folgte das Aus in den Pre-Play-off-Spielen gegen den USC Münster. Die Saison 2015/16 wurde zum vorläufigen Tiefpunkt der bereits einige Jahre andauernden Negativentwicklung, bereits nach der Hauptrunde – die das Team auf dem elften Rang, lediglich vor dem VC Olympia Berlin liegend, beendet hatte. Nur durch den Rückzug des VT Aurubis Hamburg konnte Suhl die Klasse halten. Auch die Saison 2016/17 – seit der das Team unter dem Namen VfB Suhl Lotto Thüringen antritt – zeigte keinen wirklichen Aufwärtstrend. Lediglich den VC Olympia und Aufsteiger Schwarz-Weiss Erfurt in der Hauptrunde hinter sich lassend, gelang die Qualifikation für die Pre-Play-offs. Dort scheiterte Suhl erneut an Münster.
Am 23. Mai 2017 gab der Verein bekannt, dass der Lizenzantrag für die 1. Volleyball-Bundesliga zum 31. Mai 2017 zurückgezogen wird. Der Verein begründete den Schritt mit „fehlende[m] Rückhalt und eine[r] ungenügende[n] Positionierung, insbesondere bei den Hauptverantwortlichen der Stadt Suhl“ sowie einer Etat-Lücke für den Anspruch die „1. Bundesligamannschaft auf ein konkurrenzfähiges Niveau anzuheben“. Anfang August 2017 wurde bekannt, dass der Verein sich aufgrund der Nichtverfügbarkeit der Sporthalle Wolfsgrube (Umbau und Sanierung) in Suhl mit dem Landkreis Schmalkalden-Meiningen und der Stadt Meiningen einigen konnte, den Spielbetrieb in der Multihalle Meiningen weiterzuführen, was die Teilnahme an der Bundesliga 2017/18 schließlich doch sicherte. Die Saison verlief erneut aber nur durchwachsen. Während der Saison wurde Trainer Han Abbing durch Mateusz Żarczyński ersetzt, zum Ende der Hauptrunde wurden die Play-offs – die ohne Vorrunde auskamen – mit dem neunten Tabellenplatz verpasst.
Zur Saison 2018/19 kehrte Suhl in die Wolfsgrube zurück. Ein sportlicher Aufschwung gelang jedoch nicht, mit dem neunten Platz am Ende der Hauptrunde und einem Rückstand von neun Punkten wurden die Play-offs deutlich verfehlt. Die Saison 2019/20 wurde durch die COVID-19-Pandemie vorzeitig beendet, zum Zeitpunkt des Abbruchs war Suhl mit dem letzten Tabellenplatz am sportlichen Tiefpunkt angelangt. Es folgte ein großer Umbruch vor der Saison 2020/21. Mit László Hollósy wurde ein neuer Trainer verpflichtet, auch die Geschäftsführung des Vereins und der Bundesligagesellschaft wurden neu aufgestellt. Die Spielrunde, die aufgrund der Pandemieauswirkungen weitgehend zuschauerlos ausgetragen werden musste, lieferte dann einen deutlichen Aufschwung. Suhl beendete die Hauptrunde als Sechster und qualifizierte sich erstmals seit sieben Jahren wieder für ein Play-off-Viertelfinale, musste sich schlussendlich aber nach drei Spielen dem Favoriten aus Schwerin geschlagen geben. Die Mannschaft konnte weitgehend zusammengehalten werden, so konnte der Positivtrend auch in der Saison 2021/22 fortgesetzt werden: Platz fünf am Ende der Hauptrunde folgte jedoch ein erneutes Ausscheiden gegen Schwerin im Viertelfinale der Play-offs, es gelang aber die Qualifikation für den Challenge-Cup.
Die Saison 2022/23 war bei den Suhlerinnen von zahlreichen Verletzungen im Team geprägt. Der Start in die Saison verlief daher schlecht, kurz vor dem Jahresende belegte das Team mit lediglich fünf Punkten den neunten Platz der Hauptrundentabelle, nach einer Aufholjagd zum Saisonende gelang mit 26 Punkten auf dem sechsten Rang liegend noch die Play-off-Qualifikation. Dort scheiterte das Team erst im Entscheidungssatz am späteren Finalisten Potsdam. Im Challenge-Cup spielten die Thüringerinnen eine erfolgreiche Saison, scheiterten erst im Halbfinale am späteren Sieger Chieri '76 Volleyball. 
Die Saison 2023/24 beendete das Team auf dem sechsten Platz der Hauptrunde. Aufgrund von Verstößen im Lizenzierungsverfahren erhielten die Suhlerinnen einen Abzug von sechs Punkten, welcher einen besseren Tabellenplatz verhinderte. Die neu eingeführte Zwischenrunde beendeten sie mit drei Punkten auf dem fünften und letzten Platz, im folgenden Play-off-Viertelfinale unterlagen sie Potsdam in zwei Spielen deutlich jeweils mit 0:3.

### Historie DVV-Pokal

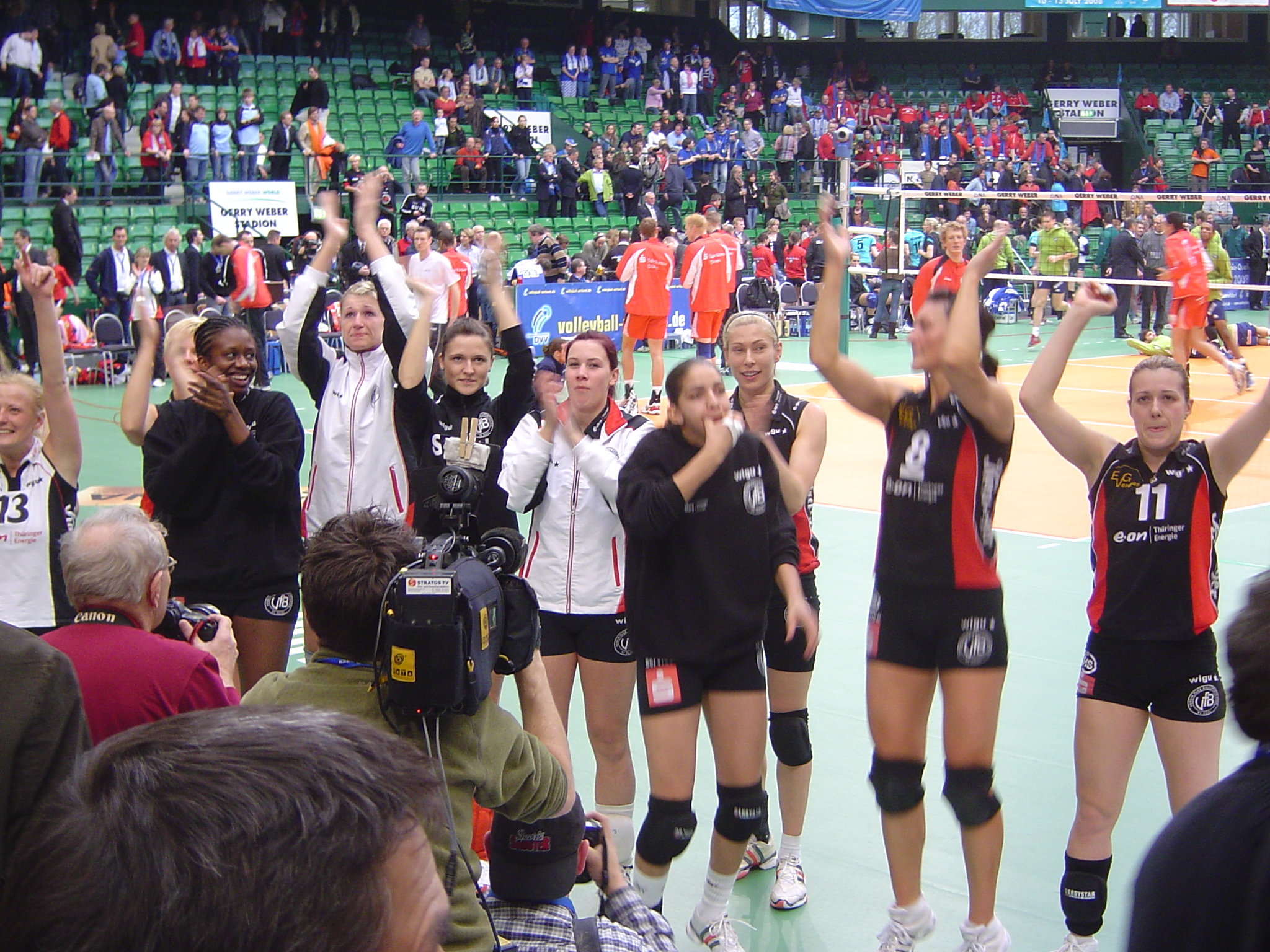
Jubel nach dem Pokalsieg im Gerry Weber Stadion von Halle/Westfalen am 9. März 2008

In der Saison 2003/04 scheiterte Suhl bereits im Achtelfinale gegen Ulm und ein Jahr später kam das Aus im Viertelfinale gegen Dresden. In den Spielzeiten 2005/06 und 2006/07 erreichten die Frauen aus Thüringen jeweils das Halbfinale, in dem sie zuerst gegen den USC Münster und dann gegen Dresden ausschieden. In der Saison 2007/08 erreichten sie mit Siegen gegen den Zweitligisten Erfurt sowie gegen die Bundesliga-Konkurrenten Münster (3:0) und Vilsbiburg (3:2) erstmals das Endspiel im Gerry-Weber-Stadion, wo sie gegen NA. Hamburg den ersten Titel der Vereinsgeschichte gewannen. In der Saison 2008/09 schied der VfB bereits im Achtelfinale durch eine 1:3-Heimniederlage gegen die Roten Raben Vilsbiburg aus. Im folgenden Jahr musste man sich erst im Finale dem Dresdner SC in 3:1 Sätzen geschlagen geben. In der Saison 2010/11 erreichte man erneut das Finale, das man mit 0:3 gegen Smart Allianz Stuttgart verlor. Die erfolgreiche Pokalgeschichte des Vereins wurde in der Saison 2013/14 fortgeschrieben. Nach zwei 3:0-Siegen beim VfL Oythe und beim USC Münster wurde durch einen 3:1-Erfolg im Halbfinale gegen Meister und Pokalsieger Schweriner SC zum vierten Mal in sieben Jahren das deutsche Pokalfinale erreicht, welches allerdings gegen die Rote Raben Vilsbiburg mit 0:3 verloren wurde.
- 2014/15: Achtelfinale vs USC Münster 1:3 (H)
- 2015/16: Viertelfinale vs USC Münster 0:3 (H)
- 2016/17: Achtelfinale vs SC Potsdam 1:3 (H)
- 2017/18: Viertelfinale vs VC Wiesbaden 1:3 (A)
- 2018/19: Viertelfinale vs Ladies in Black Aachen 2:3 (A)
- 2019/20: Halbfinale vs Dresdner SC 1:3 (A)
- 2020/21: Viertelfinale vs Dresdner SC 1:3 (H)
- 2021/22: Viertelfinale vs Dresdner SC 2:3 (H)
- 2022/23: Viertelfinale vs Allianz MTV Stuttgart 0:3 (A)
- 2023/24: Viertelfinale vs Dresdner SC 0:3 (A).

### Historie Europapokalwettbewerbe

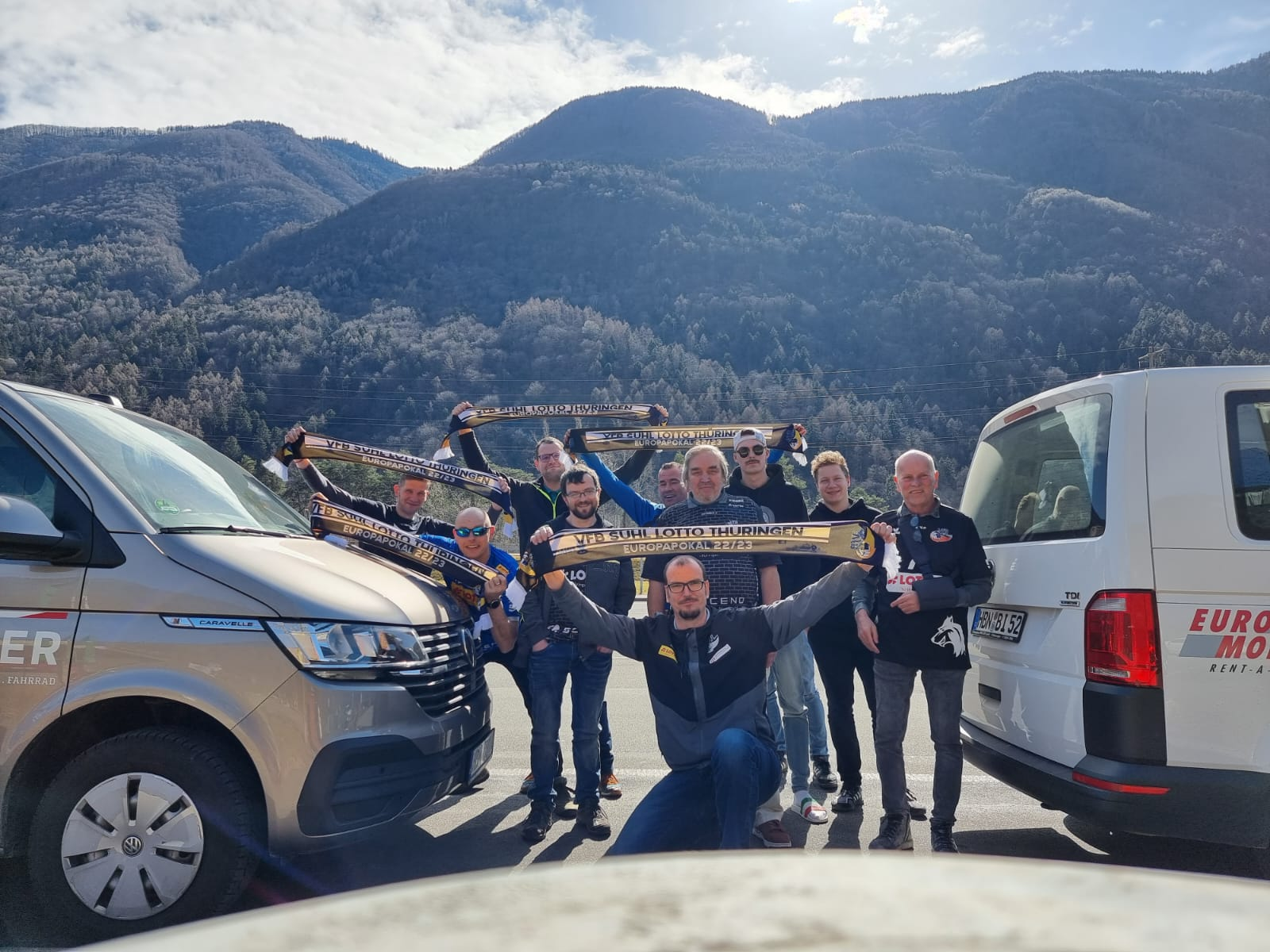
Die Fans waren auch beim Challenge-Cup-Halbfinale 2023 in Turin dabei

Als Pokalsieger der Saison 2007/08 war der VfB Suhl für den Europapokal qualifiziert, verzichtete aber auf das Startrecht aufgrund der vom Weltverband FIVB geplanten, aber bis zum Meldeschluss unklaren Ausländerregel.
Durch den dritten Platz bei der Deutschen Meisterschaft in der Saison 2010/11 qualifizierte sich der VfB Suhl für den CEV Challenge Cup. Nach einem Freilos in der ersten Runde wurde in Runde zwei der VC Tirol Innsbruck in beiden Spielen souverän mit 3:0 geschlagen. In der Zwischenrunde traf der VfB Suhl auf den israelischen Erstligisten Neve Shaanan Haifa, der aus dem höherklassigen CEV-Pokal hinzugestoßen war. Auch in diesen beiden Spielen im Januar 2012 konnte der VfB Suhl mit zwei 3:0-Erfolgen die Oberhand behalten und erreichte somit in seiner ersten Europapokalsaison das Achtelfinale, in dem man im Februar 2012 auf Volley Köniz aus der Schweiz traf. Das Hinspiel in Suhl entschied Volley Köniz mit 3:2 für sich. Das Rückspiel in Köniz konnte der VfB Suhl seinerseits jedoch 3:2 und den „Golden Set“ mit 15:11 gewinnen. Im Viertelfinale setzte sich der VfB Suhl gegen Iller Bankasi Ankara mit 3:1 und 3:0 durch und schied dann im Halbfinale gegen Baki Baku aus.
2022/23 qualifizierte sich der VfB Suhl für den CEV Challenge Cup. Dort erreichte das Team nach Siegen gegen Azerrail Baku (3:1, 3:1), Maccabi Haifa (3:1, 3:1) und VK Projestov (3:1, 3:1) das Halbfinale, wo es gegen den späteren Titelträger Reale Mutua Fenera Chieri ’76 in zwei Spielen mit 0:3 und 1:3 (vor 4.000 Zuschauern in Turin) unterlag.

### Fans
Offiziell unterstützen mehrere Fanclubs den VfB 91 Suhl: Der Fanclub „alwaySUHLtras“ gilt als der Aktivste in den sozialen Netzwerken, die „Dynamics Suhl“ unterstützen den Verein vor allem beim Auf- und Abbau der Halle. Die „Suhler Wölfe“, „Hinternah“ und „Ostheim“ sind ehemalige Fanclubs.